# Cyanopepla egregia
Cyanopepla egregia är en fjärilsart som beskrevs av Max Wilhelm Karl Draudt 1917. Cyanopepla egregia ingår i släktet Cyanopepla och familjen björnspinnare. Inga underarter finns listade i Catalogue of Life.